# توان متناوب
توان در یک مدار الکتریکی میزان انرژی است که در زمان معینی از یک نقطه معین از مدار گذشته است. در مدارهای جریان متناوب انرژی در  عناصری همچون سلف و خازن ذخیره می‌شود که ممکن است منجر به معکوس شدن‌های دوره‌ای جهتِ شارش انرژی شود. بخشی از توان که به‌طور متوسط در یک دورهٔ کامل از شکل موج AC، در نتیجه انتقال خالص انرژی در یک جهت (از منبع به بار) است، به عنوان توان حقیقی (Active) شناخته می‌شود. بخشی از توان که به دلیل انرژی ذخیره شده‌است و در هر سیکل به منبع برمی گردد، به عنوان توان رِاَکتیو (Reactive) شناخته می‌شود.

## توان واقعی، راکتیو و ظاهری
دریک مدار جریان متناوب ساده که متشکل از یک منبع و یک بار خطی است هر دوی ولتاژ و جریان سینوسی‌اند. اگر بار مقاومتی خالص باشد، ولتاژ و جریان، پُلاریته خود را در یک زمان معکوس می‌کنند. در هر لحظه حاصل ضرب ولتاژ در جریان مثبت است، که نشان می‌دهد که جهت انرژی معکوس نمی‌شود. در این مورد، تنها توان حقیقی منتقل شده‌است.
اگر بار راکتیو خالص باشد، ولتاژ و جریان ۹۰ درجه با هم اختلاف فاز دارند. برای نیمی از هر سیکل، حاصل ضرب ولتاژ در جریان مثبت است، اما در نیمه دیگر این سیکل، این حاصل منفی است که این نشان می‌دهد که به‌طور متوسط، انرژی بیشتری به سمت بار جاری است نسبت به انرژی برگشتی به بار. در نتیجه هیچ انرژی خالصی در طی یک سیکل جاری نمی‌شود (در این مورد تنها انرژی راکتیو جاری می‌شود) و هیچ انتقال خالص انرژی به بار صورت نگرفته‌است.
بارهای عملی (واقعی) مقاومت، سلف و خازن دارند بنابراین هر دو توان واقعی و توان راکتیو در بارهای واقعی جاری است. مهندسان برق توان ظاهری را توسط جمع برداری از توان حقیقی و توان راکتیو اندازه‌گیری می‌کنند. توان ظاهری حاصل ضرب جذر متوسط مربع ولتاژ در جریان است.
مهندسان برق به توان ظاهری توجه و علاقه نشان می‌دهند زیرا اگر جریان در ارتباط با توان راکتیو هیچ کاری در بار انجام ندهد حداقل باعث می‌شود سیم‌ها گرم شود و انرژی به هدر می‌رود. هادی‌ها، ترانسفورماتور و ژنراتورها باید اندازه‌ای باشند که جریان کل را حمل کنند نه تنها جریانی که کار مفید انجام می‌دهد.
نتیجه دیگر این است که با اضافه کردن توان ظاهری به دو بار دقت توان ظاهری جمع را نخواهند داشت مگر اینکه آن‌ها همان تغییر مکان ما بین جریان و ولتاژ را داشته باشند (ضریب توان یکسان داشته باشند)
مرسوم است که خازن‌ها در نظر گرفته می‌شوند تا توان راکتیو را ایجاد کنند و سلف‌ها آن را مصرف می‌کنند. اگر یک خازن و یک سلف به صورت موازی قرار داده شوند، پس جریان از طریق سلف و خازن تمایل به لغوهم به جای اضافه کردن دارند. این مکانیزم اساسی برای کنترل ضریب توان در انتقال توان الکتریکی است، خازن‌ها (یا سلف‌ها) در یک مدار قرار داده می‌شوند تا بخشی از توان راکتیو مصرف شده توسط بار را خنثی کنند.
مهندسان اصطلاحات زیر را برای توصیف انرژی جاری شده در یک سیستم استفاده می‌کنند (و برای تفاوت بین آن‌ها واحدهای مختلفی را اختصاص داده‌اند)
- P توان حقیقی یا توان اکتیو بر حسب وات
- Q توان راکتیو بر حسب ولت‌آمپر راکتیو var
- S توان مختلط بر حسب ولت‌آمپر VA
- |S| توان ظاهری که اندازه توان مختلط (S) است برحسب ولت‌آمپر VA
- فاز ولتاژ نسبت به جریان (φ)، اختلاف زاویه (به درجه) بین ولتاژ و جریان است.

در نمودار P توان حقیقی است، Q توان راکتیو که در این مورد مثبت است، S توان مختلط و اندازه S توان ظاهری است.

توان مختلط مجموع بردارهای توان حقیقی و توان راکتیو است. توان ظاهری اندازه توان مختلط است.

توان راکتیو انرژی انتقال نمی‌دهد به‌طوری‌که آن را در محور موهومی از دیاگرام برداری نشان می‌دهیم. توان حقیقی انرژی انتقال می‌دهد، بنابراین در محور حقیقی نشان می‌دهیم.
واحدِ تمام اشکال توان وات (نماد W) است اما این واحد به‌طور کلی برای توان حقیقی محفوظ می‌باشد توان ظاهری با ولت‌آمپر (VA) بیان شده زیرا که حاصل ولتاژ rms در جریان rms است. واحد توان راکتیو به عنوان VAR، که مخفف ولت‌آمپر راکتیو است بیان می‌شود. از آنجا که توان راکتیو هیچ انرژی خالصی به بار انتقال نمی‌دهد گاهی به نام توان "wattless" نامیده می‌شود، به هر حال، سرو یک نقش مهمی را در شبکه‌های الکتریکی (تورین برقی) انجام می‌دهد و فقدانش به عنوان یک عامل مهم در خاموشی شمال شرق در سال ۲۰۰۳ نقل شده‌است.
درک رابطه بین این سه مقدار در قلب مهندسین قدرت نهفته است. رابطه ریاضی میان آن‌ها می‌تواند با بردار نشان داده شود یا با استفاده از اعداد مختلط به صورت S = P + jQ که در آن (j یکه موهومی) است.

## ضریب توان
نسبت توان حقیقی به توان ظاهری در یک مدار ضریب توان نامیده می‌شود، که یک اندازه‌گیری عملی از بازده یک سیستم توزیع قدرت است. برای دو سیستم انتقال با توان حقیقی یکسان، سیستم با ضریب توان پایین‌تر جریان گردشی بالاتری را به دلیل انرژی که به منبع برمی‌گرداند نسبت به انرژی که در بار ذخیره می‌شود داراست. این جریان بالاتر، تلفات بالاتر و کاهش راندمان انتقال را حاصل می‌شود. یک مدار با ضریب توان پایین‌تر توان ظاهری بالاتر و تلفات بالاتری را برای مقدار یکسانی از توان حقیقی دارد.
ضریب توان هنگامی که ولتاژ و جریان هم فازند، یک است و هنگامی که جریان ۹۰ درجه نسبت به ولتاژ پس فاز یا پیش فاز است صفر است. ضریب توان معمولاً با عنوان پیش فاز یا پس فاز برای نمایش زاویه فاز جریان نسبت به ولتاژ نشان داده می‌شود.
مدارهای صرفاً خازنی باعث توان راکتیوی می‌شود که در آن شکل موج جریان ۹۰ درجه نسبت به شکل موج ولتاژ پیش فاز است. در حالی که در مدارهای صرفاً سلفی با مصرف توان راکتیو شکل موج جریانی ۹۰ درجه نسبت به ولتاژ پس فاز است. نتیجه این است که عناصر خازنی و سلفی مدار تمایل به خنثی کردن اثر یکدیگر دارند.
جایی که در آن شکل موج سینوسی خالص است، ضریب توان، کسینوس زاویه فاز(φ) بین شکل موج جریان و ولتاژ سینوسی است. در دیتا شیت‌ها ضریب توان را به عنوان کسینوس فی می‌شناسند.
به عنوان مثال: توان حقیقی ۷۰۰ وات و زاویه فاز بین ولتاژ و جریان ۴۵٫۶ درجه است. چون ضریب نوان cos (45.6 °) = ۰٫۷۰۰ پس توان ظاهری عبارت است از ۷۰۰W / cos(45.6°) = 1000 VA

## توان راکتیو
توان راکتیو در یک سیستم انتقال جریان متناوب برای حمایت از انتقال توان حقیقی بر روی شبکه مورد نیاز است. در مدارهای جریان متناوب، انرژی موقتاً در عناصر القائی و خازنی ذخیره می‌شود، که می‌تواند منجر به برگشت متناوب جهت جریان انرژی شود. از بخشی از جریان برق باقی‌مانده، پس از متوسط‌گیری از شکل موج AC، توان حقیقی به‌دست می‌آید که انرژی است که می‌تواند برای انجام کار مورد استفاده قرار گیرد (برای مثال غلبه بر اصطکاک در موتور، یا گرم کردن یک عنصر). از سوی دیگر، بخشی از جریان برق که به‌طور موقت به شکل میدان مغناطیسی یا الکتریکی، با توجه به عناصر شبکه‌های القائی و خازنی ذخیره می‌شود، و سپس به منبع برمی گردد، به عنوان توان راکتیو شناخته شده‌است.
دستگاه‌های متصل به برق AC که انرژی را به شکل یک میدان مغناطیسی ذخیره می‌کند عبارت است از دستگاه القایی به نام رآکتور، که از یک سیم پیچ بزرگ تشکیل شده‌است. هنگامی که ولتاژ در سراسر سیم پیچ قرار داده می‌شود، یک میدان مغناطیسی ایجاد می‌شود و یک دوره زمانی طول می‌کشد که جریان به مقدار کامل خود برسد که این باعث می‌شود جریان نسبت به ولتاژ پس فاز باشد بنابراین به این دستگاه‌ها جذب‌کننده توان راکتیو می‌گویند.
یک خازن یک وسیله AC است که انرژی را به شکل یک میدان الکتریکی ذخیره می‌کند. هنگامی که جریان به داخل خازن هدایت می‌شود، مدت زمانی برای ایجاد اختلاف ولتاژ کامل، طول می‌کشد. بر روی یک شبکه AC، ولتاژ دو سر خازن به‌طور مداوم در حال تغییراست – که خازن با این تغییر، مخالفت می‌کند - و باعث می‌شود ولتاژ نسبت به جریان پس فاز باشد. به عبارت دیگر، جریان نسبت به ولتاژ پیش فاز است؛ بنابراین به این دستگاه‌ها تولیدکننده توان راکتیو می‌گویند.
انرژی ذخیره شده در عناصر خازنی یا سلفی در شبکه، جریان توان راکتیو را افزایش می‌دهند. جریان توان راکتیو به شدت تحت تأثیر سطوح ولتاژ در سراسر شبکه است. سطوح ولتاژ و جریان راکتیو باید به دقت کنترل شود تا اجازه دهد یک سیستم قدرت در حد قابل قبول عمل کند.

## کنترل توان راکتیو
سیستم انتقال متصل به ژنراتورها مورد نیاز برای حمایت از جریان توان راکتیو است. به عنوان مثال در بریتانیا ژنراتورهای سیستم انتقال تجهیزات کد شبکه‌ای (grid cod) را برای تأمین توان نامی خود بین حدود ضریب توان ۰٫۸۵ پس فاز و ضریب توان ۰٫۹۰ پیش‌فاز در ترمینال‌های تأمین شده نیاز دارند. سیستم اپراتور، عملیات سوئیچینگ را برای حفظ ولتاژ امن و مقرون به صرفه انجام می‌دهد در حالی که معادله تعادل توان راکتیو عبارت است از:
راکتورهای شنت + تلفات راکتیو + MVAR_Demand = خازن‌های شنت + بهره سیستم + Generator_MVARs
«بهره سیستم» منبع مهمی از توان راکتیو در معادله تعادل توان (معادله بالا) است، که توسط ماهیت خازنی شبکه انتقالی خودش ایجاد شده‌است. با اقدامات قاطع سوئیچینگ در صبح زود قبل از افزایش تقاضا، بهره سیستم را می‌توان در اوایل حداکثر کرد که سیستم را برای تمام روز محفوظ می‌دارد.
برای تعادل معادله مقداری پیش خطا یا pre-fault ژنراتور راکتیو نیاز است. منابع دیگر توان راکتیو که استفاده خواهند شد عبارتند از خازن شنت، رآکتور شنت، جبران‌کننده‌های استاتیک VAR و مدارهای کنترل ولتاژ.

## سیستم‌های چند فاز نامتعادل
در حالی که توان حقیقی و توان راکتیو در هر سیستم تعریف شده‌است، توان ظاهری درسیستم‌های چند فاز نامتعادل به عنوان یکی از بحث‌برانگیزترین مباحث در مهندسی برق در نظر گرفته شده‌است، دراصل، توان ظاهری صرفاً به عنوان یک شکل از شایستگی به وجود آمد که با ترسیم کردن مفهوم توزیع پدیده‌های استنلی در سیم پیچ القایی (۱۸۸۸) و عناصر نظری استینمتز از مهندسی (۱۹۱۵) نسبت داده شده‌است. با این حال، با توسعه توزیع برق سه- فاز روشن شد که تعریف توان ظاهری و ضریب توان به سیستم‌های چند فازِ نامتعادل اعمال نمی‌شود. در سال ۱۹۲۰، کمیته مشترک AIEE و انجمن روشنایی الکتریکی ملی برای حل و فصل این موضوع همدیگر را ملاقات کردند آن‌ها دو تعریف را در نظر گرفتند:
- {\displaystyle pf={Pa+Pb+Pc \over |Sa|+|Sb|+|Sc|}}

خارج قسمت جمع توان‌های حقیقی برای هر فاز بر روی مجموع توان‌های ظاهری برای هر فاز است.
- {\displaystyle pf={Pa+Pb+Pc \over |Pa+Pb+Pc+j(Qa+Qb+Qc)|}}

خارج قسمت جمع توان‌های حقیقی برای هر فاز بر روی مجموع توان‌های مختلط برای هر فاز است.
این کمیته در سال ۱۹۲۰ هیچ توافق و اتفاق نظری نیافت و این موضوع همچنان مورد بحث است. در سال ۱۹۳۰ یک کمیته دیگر تشکیل شده و یک بار دیگر برای حل این سؤال به شکست برخورد کرد. نتیجه بحث‌هایشان مفصل تر از این‌ها است و بحث‌ برانگیز ترینش توسط AIEE Emanuel، در سال ۱۹۹۳ منتشر شده‌است اطلاعات بیشتر از این بحث تا اواخر ۱۹۹۰ نیامد.

## محاسبات ساده با استفاده از اعداد حقیقی
یک مقاومت ایده‌آل هیچ انرژی ذخیره نمی‌کند، به‌طوری‌که جریان و ولتاژ هم فاز هستند؛ بنابراین توان راکتیو وجود ندارد و P = S بنابراین برای یک مقاومت ایده‌آل
{\displaystyle P=S=V_{\mathrm {RMS} }I_{\mathrm {RMS} }=I_{\mathrm {RMS} }^{2}R={\frac {V_{\mathrm {RMS} }^{2}}{R}}\,\!}
برای یک خازن یا سلف ایده‌آل هیچ انتقال توان خالصی وجود ندارد، به‌طوری‌که تمام توان راکتیو است؛ بنابراین برای یک خازن یا سلف ایده‌آل:
{\displaystyle P=0\,\!}
{\displaystyle Q=|S|=V_{\mathrm {RMS} }I_{\mathrm {RMS} }=I_{\mathrm {RMS} }^{2}|X|={\frac {V_{\mathrm {RMS} }^{2}}{|X|}}\,\!}
که در آن X راکتانس خازن یا سلف است.
اگر X به عنوان مثبت بودن برای سلف و منفی برای یک خازن تعریف شود پس ما می‌توانیم قدر مطلق را از X و Q حذف کنیم و داریم:
{\displaystyle Q=I_{\mathrm {RMS} }^{2}X={\frac {V_{\mathrm {RMS} }^{2}}{X}}}
توان لحظه‌ای عبارت است از:
{\displaystyle P_{inst}=v(t)\times i(t)}
که در آن (V(t و (i(t شکل موج ولتاژ و جریان متغیر با زمان هستند.
این تعریف بسیار مفید است و برای همه شکل موج‌ها کاربرد دارد، چه سینوسی باشند چه نباشند. این امر به ویژه در الکترونیک قدرت، که در آن شکل موج غیر سینوسی معمول است مفید می‌باشد.
به‌طور کلی، ما به میانگین توان حقیقی در طول یک دوره از تناوب، علاقه‌مند هستیم. ساده‌ترین راه برای به دست آوردن آن این است که از توان لحظه‌ای در طول دوره مورد نظر انتگرال بگیریم.
{\displaystyle P_{avg}={\frac {1}{T_{period}}}\int _{t_{1}}^{t_{2}}v(t)\times i(t)\,dt.\ }
این روش محاسبه توان متوسط، توان حقیقی را بدون در نظر گرفتن مقدار هارمونیک شکل موج می‌دهد در کاربردهای عملی، این امر می‌تواند در حوزه دیجیتال انجام می‌شود، که در آن محاسبه در مقایسه با استفاده از rms و فاز به منظور تعیین توان حقیقی جزئی می‌شود:
{\displaystyle P_{avg}={\frac {1}{n}}*\sum _{k=1}^{n}v[k]\times i[k]}

## سیستم‌های چند فرکانسی
از آنجا که مقدار RMS برای هر شکل موج محاسبه می‌شود، توان ظاهری را می‌توان از این طریق محاسبه کرد. برای توان حقیقی در ابتدا به نظر می‌رسد که ما را مجبور به محاسبه حاصلضرب بارها و میانگین گرفتن از آن‌ها می‌کند. با این حال اگر ما در یکی از این ضرب‌ها شرایط را با جزئیات بیشتر نگاه کنیم، به یک نتیجه بسیار جالب می‌رسیم.
| {\displaystyle A\cos(\omega _{1}t+k_{1})\cos(\omega _{2}t+k_{2})\,\!} | {\displaystyle ={\frac {A}{2}}\cos((\omega _{1}t+k_{1})+(\omega _{2}t+k_{2}))+{\frac {A}{2}}\cos((\omega _{1}t+k_{1})-(\omega _{2}t+k_{2}))} |
|                                                                       | {\displaystyle ={\frac {A}{2}}\cos((\omega _{1}+\omega _{2})t+k_{1}+k_{2})+{\frac {A}{2}}\cos((\omega _{1}-\omega _{2})t+k_{1}-k_{2})}       |

چون متوسط یک تابع به شکل (cos(ωt+k صفر است پس ω صفر نیست؛ بنابراین تنها جایی که مقدار متوسط صفر نیست فرکانس ولتاژ و جریان است. به عبارت دیگر این امکان وجود دارد که برای محاسبه توان حقیقی (میانگین) به سادگی با رفتار هر فرکانس به صورت جداگانه و اضافه کردن آن به پاسخ‌ها به جواب کل برسیم.
علاوه بر این، اگر فرض کنیم ولتاژ تأمین برق تک فرکانس است (که معمولاً این چنین است) نشان می‌دهد که جریان‌های هارمونیک یک چیز بد است. آن‌ها جریان RMS را افزایش می‌دهند (از وقتی ترم‌های غیر صفر اضافه شده‌اند) و در نتیجه توان ظاهری وجود خواهد داشت، اما آن‌ها هیچ تأثیری بر روی توان حقیقی انتقال شده نخواهند داشت. از این رو، جریان‌های هارمونیک ضریب توان را کاهش می‌دهند.
جریان‌های هارمونیک را می‌توان با یک فیلتر قرار داده شده در ورودی دستگاه کاهش داد. به‌طور معمول این از یک خازن (با تکیه بر مقاومت انگلی و اندوکتانس در عرضه) یا یک شبکه خازن و سلف تشکیل شده‌است. مدارهای تصحیح ضریب توان در ورودی به‌طور کلی جریان‌های هارمونیک را بیشتر کاهش می‌دهند و ضریب توان را نزدیک به یک حفظ می‌کنند.